# Strage di Suruç
L'attentato terroristico suicida di Suruç è stato compiuto il 20 luglio 2015 presso un centro culturale curdo nella città turca di Suruç, a poche decine di chilometri dalla Siria. L'attacco ha ucciso 34 persone e i feriti sono stati più di cento.
Le autorità turche hanno identificato l'attentatore come un militante dello Stato Islamico (ISIS), ma anche lo stato turco è stato accusato, dall'opposizione e dal Partito dei Lavoratori del Kurdistan (PKK), di sostenere segretamente l'ISIS. Il PKK ha reagito all'attentato uccidendo due poliziotti turchi nella città di Ceylanpinar, al confine con la Siria.
Dopo l'attentato la Turchia ha per la prima volta attaccato apertamente lo Stato Islamico in Siria; ha anche dichiarato la fine del processo di pace con i curdi ed ha bombardato le posizioni del PKK nelle montagne nel nord dell'Iraq.

## Contesto
Suruç si trova nella provincia di Şanlıurfa al confine con la Siria ed è abitata principalmente da curdi. Inoltre nel 2015 ospitava un campo profughi con 35 000 rifugiati della guerra siriana. Suruç dista 10 chilometri dalla città siriana di Kobanê (in arabo Ayn al-ʿArab), anch'essa abitata da curdi, e infatti le due città sono considerate "gemelle".
La Sosyalist Gençlik Dernekleri Federasyonu (Federazione delle Associazioni Giovanili Socialiste) aveva organizzato, per l'estate del 2015, al posto dell'usuale campo estivo, una missione di ricostruzione di Kobane, in particolare per l'assistenza sanitaria e gli asili nido, con il coinvolgimento di medici, infermieri, e studenti delle professioni sanitarie.

## Avvenimenti
Il 20 luglio 2015, presso il centro culturale curdo Amara della città di Suruç, era in corso una conferenza stampa del gruppo Federation of Socialist Youth Associations (SGDF), settore giovanile del partito turco Socialist Party of the Oppressed. Erano presenti qualche centinaio di attivisti intenzionati a recarsi a Kobanê per sostenere la ricostruzione.
L'esplosione è avvenuta pochi minuti prima di mezzogiorno nel giardino antistante il centro culturale, dove gli attivisti stavano intonando slogan ed esponendo striscioni. Secondo la polizia turca l'ordigno era stato preparato con metodi professionali, e arricchito con sfere d'acciaio e chiodi per provocare maggiori danni alle persone.
32 persone, quasi tutti giovani studenti, sono morti con l'esplosione o subito dopo, compreso il presunto attentatore suicida. Due attivisti feriti nell'attentato sono morti dopo giorni di cure mediche, rispettivamente il 4 agosto e il 14 agosto.

### Attentatore
Le autorità turche hanno dichiarato il 22 luglio che l'attentatore era uno studente di 20 anni, Şeyh Abdurrahman Alagöz, anche lui di etnia curda, che viveva nella provincia di Adiyaman ed è morto nell'esplosione. I familiari del ventenne identificato come attentatore hanno dichiarato che lo studente si era allontanato da casa sei mesi prima assieme al fratello, lasciando detto solo che andava all'estero ma senza rivelare la destinazione, e pertanto ne era stata denunciata la scomparsa; le autorità turche ritengono che si sia arruolato nell'ISIS ed abbia ricevuto addestramento in Siria.
Il fratello di Şeyh Abdurrahman Alagöz verrà successivamente identificato come uno dei responsabili degli attentati suicidi nell'ottobre 2015 ad Ankara che provocarono l'uccisione di 109 persone e centinaia di feriti ad una manifestazione per la pace con i curdi e contro le politiche di Erdogan.

## Reazioni
L'attentato è stato condannato dagli Stati Uniti, che hanno dichiarato la loro vicinanza alla Turchia nella lotta al terrorismo.
Il Parlamento europeo ha condannato sia l'attentato di Suruç, sia il successivo attentato del 17 febbraio 2016 ad Ankara ad opera delle Aquile della libertà del Kurdistan, sia l'intervento militare della Turchia contro i curdi nella Siria settentrionale.
Il presidente armeno Serzh Sargsyan ha inviato una lettera di condoglianze al presidente turco Erdogan, nonostante le relazioni diplomatiche fra i due paesi fossero interrotte.

## Conseguenze
Nelle ore successive all'attentato migliaia di persone ad Istanbul, Ankara e in altre città turche hanno manifestato, assieme ad alcuni parlamentari turchi del Partito Democratico dei Popoli (HDP) e del Partito Popolare Repubblicano (CHP) in solidarietà al movimento curdo; in alcune manifestazioni tra cui ad Istanbul e a Mersin, ci sono stati scontri con la polizia.
Il 22 luglio 2015, due giorni dopo l'attentato, due poliziotti turchi di 24 e 25 anni, coinquilini, sono stati uccisi con colpi di pistola nel loro appartamento, nel distretto di Ceylanpınar, a 150 km da Suruç, come ritorsione da parte di alcuni membri del PKK, per l'attentato.
Il 23 luglio un soldato turco è stato ucciso in uno scontro a fuoco con alcuni militanti dell'ISIS in una stazione di confine nella provincia di Kilis.. La Turchia nei giorni 24 e 25 luglio ha effettuato raid con aerei da guerra F-16, sia contro l'ISIS in Siria sia contro il PKK nel nord dell'Iraq, in quella che è stata denominata Operazione Martire Yalçın in onore del soldato ucciso il giorno precedente. Gli attacchi aerei contro il PKK sono continuati nei giorni successivi ed hanno messo in crisi il cessate il fuoco con il PKK che era stato dichiarato dal carcere dal suo leader Abdullah Öcalan 2013.
Nei giorni del 24 e 25 luglio la polizia turca ha arrestato 590 persone in tutto il paese, tra sospetti militanti dell'ISIS e militanti del PKK che avevano organizzato manifestazioni non autorizzate.

## Procedimenti giudiziari
Nell'ottobre del 2021 una persona è stata condannata a 34 ergastoli per la strage. Dopo la sentenza, il portavoce del Partito Democratico dei Popoli (HDP) ha dichiarato che i veri responsabili sono rimasti impuniti, e un deputato del Partito Popolare Repubblicano (CHP) ha detto il caso sarebbe stato insabbiato trovando un capro espiatorio. Gli avvocati dei familiari delle vittime avevano chiesto che le indagini continuassero e venissero ampliate ma il tribunale ha respinto la richiesta.

## Controversie
Il comitato Justice for Suruç Platform sostiene che il governo fosse a conoscenza del piano dell'attentato ma abbia chiuso un occhio, e accusa la polizia turca di aver ostacolato il trasporto dei feriti verso gli ospedali e di aver usato spray al peperoncino contro la folla dopo l'attentato. Anche la direttrice del contro culturale Amara ha dichiarato che la polizia aveva aggredito la folla in fuga dopo l'esplosione, usando lacrimogeni e rendendo difficoltosi i soccorsi.